# فادي كارات
فادي كارات هو مطرب سوري سرياني ولد في 1980 في مدينة القامشلي الواقعة في محافظة الحسكة، خطى كخطوة ابيه الراحل جان كارات في الفن ويغني باللغة العربية الماردللية واللهجة السريانية والآشورية والأرمنية.
ترعرع بين عائلة موسيقية وورث عن والده الصوت الجميل والعزف على آلة العود 
بدأ مسيرته الفنية منذ طفولته وشارك في مهرجان الأغنية السريانية الأول والثاني وفي مهرجان المدينة في تونس ومهرجان طريق الحرير في الولايات المتحدة الأمريكية 
وبعد ان ودع والده بتاريخ سنة 2003 
انطلق ليكمل المشوار وزادت شهرته وأطلق أجمل أغانيه باللهجة العربية الماردللية
(دنية شتي) و (آخ يادي) و (دي ارجع) و (ردي علي) و (دبتو بغيابك) وأخيرها أغنية ليمت تنظر وباللهجة السريانية أغنية (تالخ حبيبتو) وأغنية (نينا) ويعتبر الآن من أهم المطربين على الصعيد المحلي وسفيراً للأغنية الماردللية والسريانية حول العالم حيث قام بعدة جولات إلى أمريكا وكندا ولبنان وتركيا وأوروبا

## حياته العملية
في عام 2006 صدر له أول ألبوم غنائي في الأسواق بالتعاون مع شركة جامجيان للإنتاج والتوزيع الفني بحلب 
ضم الألبوم إغنيتين له واحدة باللهجة الماردلية أسمها عشقتوكي والثانية باللغة السريانية سوريويو وخمسة أغاني 
لوالده حيت ثم تغيير التوزيع الموسيقي فيها 
وإنشهر وزادت شهرته بأدائه لإغنية والده مدللتي التي أصبح عمر هذه الأغنية أكثر من 25 سنة 
والتي لاقت صدى وصيت على مستوى القطر السوري ولا سيما الشعب السرياني والماردلي في سوريا ودول أوروبا والعالم 
وفي سنة 2007 حيث أجرا بعض الحفلات الخاصة له بسوريا في مدينة حلب ومدينة القامشلي وفي لبنان بمدينة بيروت وصيدا. وفي عام 2008 أصدر الألبوم الثاني له بالتعاون مع شركة العامر للإنتاج والتوزيع الفني في لبنان ضم فيه أربعة أغاني سريانية وثلاثة ماردلية
وفي سنة 2014 أصدر أغنية باللغة السريانية بعنوان ܬܐ ܠܟ݂ܝ ܚܒܝܒܬܐ
وفي سنة 2015 أصدر أغنية باللهجة المردلية بعنوان ردي ضلالي
وفي سنة 2016 أصدر أغنية باللهجة المردلية بعنوان ضلالي الحلو
وفي سمة 2017 أصدر أغنية باللهجة المردلية بعنوان دبتو ضلالي

## أعماله
- 1- ܬܐ ܠܟ݂ܝ ܚܒܝܒܬܐ 2014
- 2- ܢܝܢܐ 2018
- 3- دنية شتي
- 4- مو خوش مسألة
- 5- ضلالي الحلو 2016
- 6- أخ يادي يادي
- 7- أيش مسألة
- 8- دبتو ضلالي 2017
- 9- أرجع دي أرجع
- 10- ردي ضلالي 2015

كما انه يغني اغاني والده الراحل جان كارات والتي من خلالها نال شهرته ومنها:
- 1- ܒܕܪܒܐ ܐܢ ܕܠܩܝܢܢ
- 2- ܟܪܚܡܠܟ݂ ܚܠܝܐ
- 3- ܐܘ ܚܠܡܐ
- 4- ܙܡܪܝܢܢ ܘܪܩܕܝܢܢ
- 5- ܙܠܝ ܒܫܠܡܐ
- 6- ܒܝܪܘܠܐ
- 7- ܠܥܝܢ̈ܬ̣ܐ ܟܡ̈ܐ ܕܚܒܝܒܝ
- 8- ܗܠ ܐܝܡܬ
- 9- ܟܣܐ ܕܚܘܒܐ
- 10- ܫܡܥ̈ܐ ܡܩܬ݂ ܠܢ
- 11- ضلال لا تخون الوعد
- 12- أيش لك بالغربة
- 13- مدللتي
- 14-ساعة مو تيق اغيب عنك
- 15-خاين ضلال
- 16-ضلالتي دي حبيني
- 17-أم الوفا
- 18-أمي قومي طلبيلي